# Ecônomo
Ecónomo (português europeu) ou Ecônomo (português brasileiro) (em latim: oeconomus; em grego: οἰκονόμος; romaniz.: oikonómos; de oikos (casa) e nomos (governo, lei)) foi uma palavra do grego antigo que significou "gestor" ou "mantenedor". No direito canônico, o termo designou o indivíduo nomeado para cuidar dos bens temporais da Igreja numa diocese, bem como aquele encarregado com a propriedade dum mosteiro. Este ofício originou-se na Igreja Oriental e remonta ao século IV, tendo sido mencionado numa lei de Honório (r. 393–423) e Arcádio (r. 395–408). No concílio da Calcedônia de 451, foi ordenado que fossem nomeados ecônomos em cada diocese para gerirem a propriedade eclesiástica sob autoridade episcopal e, no Segundo Concílio de Niceia de 787, esta exigência foi estendida aos mosteiros.

Grande Igreja de Constantinopla

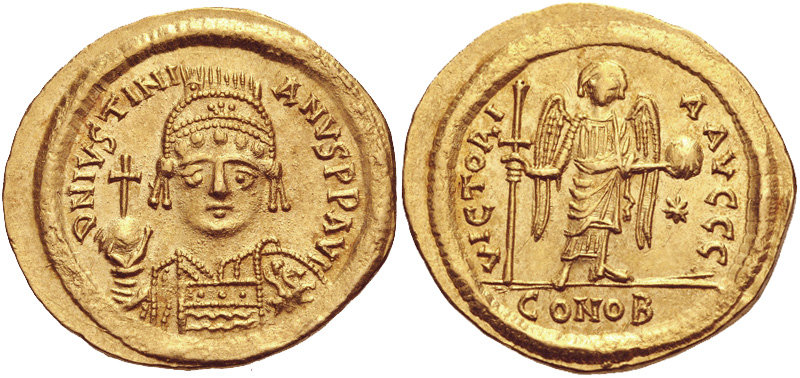
Soldo de Justiniano r.

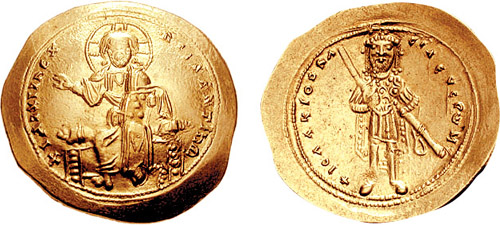
Histameno de r.

Sob Justiniano (r. 527–565), a Grande Igreja de Constantinopla recebeu nove ecônomos, cada qual com seus cartulários subordinados. Provavelmente os nove evoluíram para o ecônomo patriarcal único do século IX em diante. Pelo século X, a nomeação do ecônomo este amplamente sob controle imperial, com a promoção inclusive de leigos, até Isaac I Comneno (r. 1057–1059) formalmente renunciar o direito de nomeação. Neste época, o epíteto de grande (megas) foi incorporado no título, e nas listas de ofícios patriarcais bizantinos ele aparece como o mais alto subordinado do patriarca. Após 1204, com o declínio e gradual redundância do ofício, o título tornou-se um anacronismo honorável.
O ofício de ecônomo também foi anexado a grandes igrejas públicas de Constantinopla como a Igreja de São Mócio, e a fundações imperiais, monásticas ou não. Sabe-se que a Igreja Nova tinha seu próprio ecônomo e a Igreja de Cristo Pantocrator tinha quatro. O ecônomo de um mosteiro foi um monge sênior, geralmente o segundo na hierarquia monasterial, responsável pela gerência de sua propriedade, principalmente propriedades agrícolas, e a manutenção de edifícios monásticos. Ele frequentemente tornou-se um hegúmeno. Sabe-se que no Mosteiro de Lips, recebia um salário anual de 36 peças de ouro, além duma cota de trigo, vinho e cevada. O ecônomo dum convento podia ser um padre eunuco, um leigo ou uma freira.
No Ocidente, havia ecônomos na Espanha, Sardenha e talvez Sicília pelo final do século VI. Como regra geral, contudo, os bispos ocidentais contentaram-se em serem auxiliados por um assistente confidencial, o vicedômino, que cuidava das temporalidades e era classificado próximo ao bispo. Esse ofício foi modificado por influência do sistema feudal, e pelo fato dos bispos tornarem-se soberanos temporais. O Concílio de Trento de 1545-1563 ordenou que os capítulos de igrejas catedrais estabelecessem, em complemente ao vigário capitular, um ou mais ecônomos para administrar a propriedade temporal da diocese durante uma vacância episcopal. O Segundo Concílio Plenário de Baltimore de 1866, aconselhou os bispos a selecionar um entre os eclesiásticos ou leigos, que fosse habilidoso no direito civil do país, para ocupar o posto.